# Edwin McMillan
Edwin Mattison McMillan, född 18 september 1907 i Redondo Beach, Kalifornien, USA, död 7 september 1991 i El Cerrito, Contra Costa County, Kalifornien, var en amerikansk fysiker.

## Biografi
McMillan var chef för Lawrence Berkeley Laboratory vid University of California. Han framställde neptunium 1940 och upptäckte plutonium. Han upptäckte också 1945 (oberoende av Vladimir Veksler) principen för synkrotronen och utvecklade denna accelerator.
Han erhöll 1951 Nobelpriset i kemi, tillsammans med Glenn T. Seaborg "för deras upptäckter inom de transurana grundämnenas kemi".